# 里弗頓 (明尼蘇達州)
里弗頓（英語：Riverton）是一個位於美國明尼蘇達州克羅溫縣的城市。

## 人口
根據2020年美國人口普查的數據，里弗頓的面積為2.33平方千米，當中陸地面積為2.10平方千米，而水域面積為0.23平方千米。當地共有人口118人，而人口密度為每平方千米51人。